# Piano mécanique

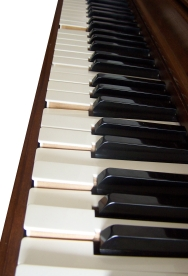
Un piano mécanique en action.

Un piano mécanique est un piano de la famille des instruments de musique mécanique, généralement ancien, qui joue de la musique automatiquement à partir de cartes perforées généralement en papier entoilé ou rouleau cylindrique à picots.

## Fonctionnement
À la place du pianiste les touches et les pédales qui fonctionnent toutes seules constituant en elles-mêmes une curiosité, sont actionnées par des systèmes mécaniques, pneumatiques ou encore électriques.

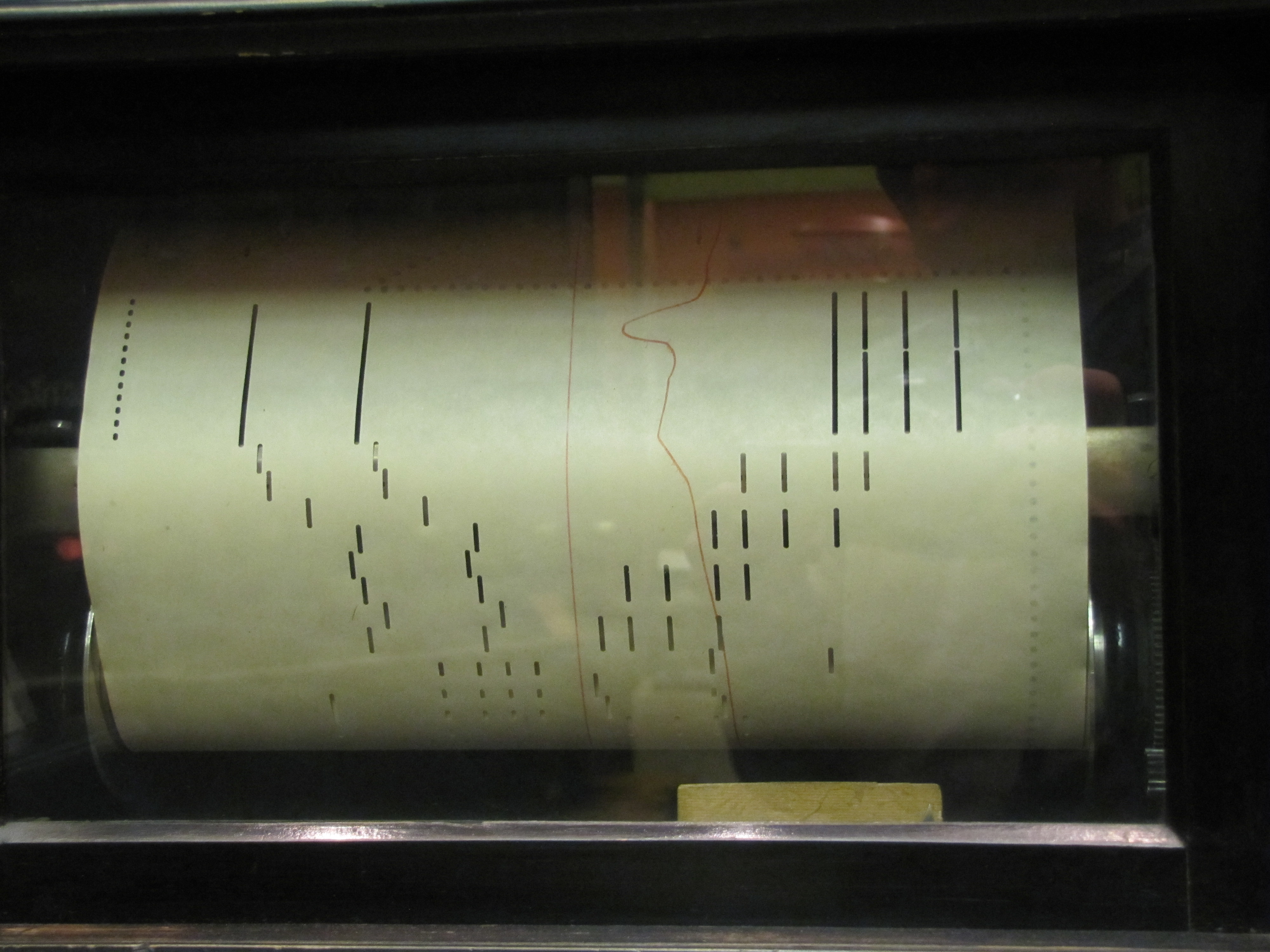
Rouleau perforé d'un pianola

Le clavier de touches est facultatif, permettant éventuellement de jouer en même temps que la mécanique, mais une partie des pianos mécaniques en sont dépourvus, fonctionnant à l'instar des orgues limonaires ou autres instruments de musique mécanique de manière totalement autonome. D'autres systèmes push-up s'adaptent sur un piano ordinaire en prenant la place du pianiste. Enfin, les systèmes les plus anciens requièrent une intervention humaine à la fois pour produire le vent nécessaire au fonctionnement de l'instrument à l'aide d'un pédalier et, si l'opérateur le souhaite, pour varier le rythme et l'expressivité de la musique enregistrée à l'aide de glissières placées devant le clavier.
Le piano mécanique (parfois appelé pianola, aux États-Unis, player piano) connut son apogée technique et son pic de popularité juste avant la crise de 1929. Les instruments des années 1920 s'enrichissent, pour les plus performants d'entre eux, de systèmes permettant d'émuler le jeu propre à tel ou tel pianiste humain, et d'enregistrer un pianiste humain sur un rouleau perforé. La technologie disparaît ensuite en peu de temps et de manière presque totale sous l'effet de deux facteurs : économique (l'appauvrissement des ménages à la suite de la crise financière) et technologique (l'apparition des phonographes électriques).
Il était fréquent dans les bars autrefois, typique des saloons américains, et commandé par l'introduction d une pièce, comme l'illustre la chanson Mets deux tunes dans l'bastringue sous forme de danse charleston. Fréquemment, ces instruments offraient la possibilité de choisir entre plusieurs airs, à l'analogue des juke-box qui suivirent, et égrenaient les succès du jour. Souvent, ces appareils ajoutaient au piano d'autres instruments tels que xylophone, tambourin, voire trompettes ou violon, prenant alors la dénomination orchestrion, et, plus spécifiquement s'agissant des modèles à pièce, nickelodeon, et pouvaient même comme l'orgue limonaire dans un bal, faire danser les gens.
Sa sonorité pouvait être accordée comme un piano de concert, mais les cordes pouvaient être aussi parfois volontairement ou non plus ou moins légèrement désaccordées entre elles, apportant un aspect champêtre voire folklorique à l'instar du piano bastringue, joué quant à lui par un musicien, et propice à l'exécution d'une musique très rythmée, typique du genre dit alors honky tonk.

## Histoire

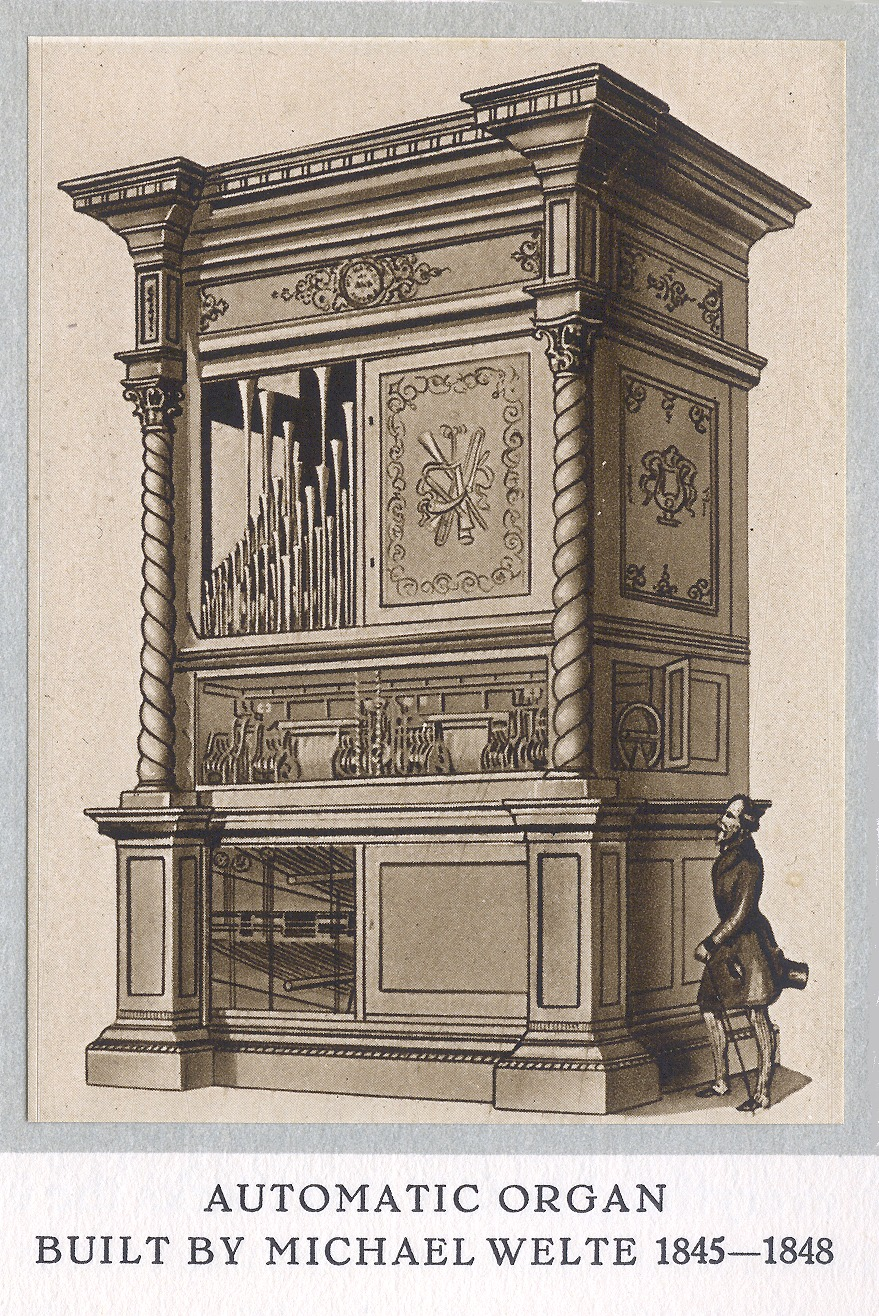
Orchestrion Welte de 1845

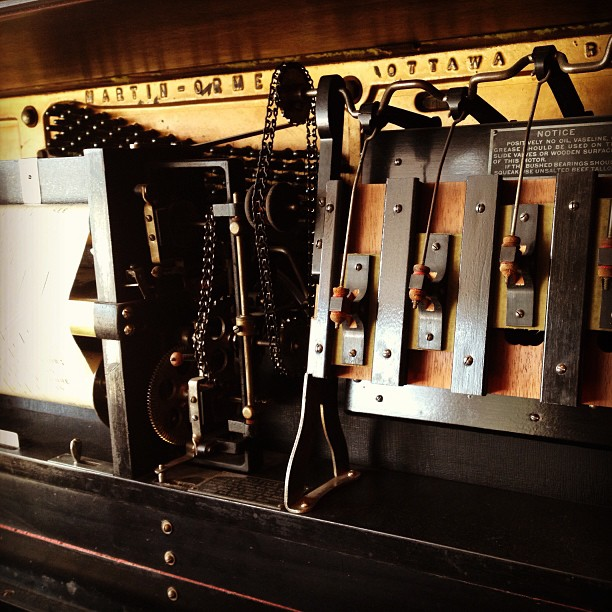
Intérieur d'un piano mécanique de la Martin-Orme Piano Co., société canadienne achetée en 1924 par Lesage Pianos Ltée.

On ne peut pas attribuer l'invention de cet instrument de musique à une seule personne. En effet, ses nombreux mécanismes ont été inventés sur une longue période, principalement pendant la seconde moitié du XIXe siècle. Un des premiers exemples fut le Pianista développé par Henri Fourneaux en 1863. Le plus connu fut le Pianola créé par Edwin Scott Votey en 1895 dans son atelier de Détroit pour la compagnie Æolian : cette société américaine disposait de nombreuses filiales à l'étranger et finit par imposer son modèle, le mot pianola devint d'usage courant (lire notamment « Est-ce ainsi que les hommes vivent », poème de Louis Aragon dans Le Roman inachevé).
Les pianos mécaniques étaient quelquefois construits en assemblant des cordes et des boîtes à musique à vent à l'intérieur. Ce genre d'instruments était appelé un « orchestrion » et fut construit dès 1840 environ.
L'une des plus grandes firmes dans ce domaine était la compagnie américano-allemande M. Welte & Sons, fabricante du piano reproducteur Welte-Mignon, et la Wurlitzer-Company, fondée par deux immigrants allemands de Bavière, Welte et Bockisch. Ces énormes machines furent les instruments les plus complexes jamais construits, à l'exception de quelques orgues.
D'autres « piano players » (l'expression fut en vogue) connurent un certain succès en France avant 1914 : le Pleyela, conçu par Gustave Lyon pour la société Pleyel, ou encore le Mélodia (de la Melodia Company), qui est un appareil reproducteur électromécanique pouvant s'adapter à n’importe quel piano. Il existait à Épernay dans la Marne une importante usine située rue Marc Seguin, les établissements J. Herrburger, qui fabriquait le modèle Schwander, et employait des centaines d'ouvriers produisant entre 50 000 et 60 000 unités par an. La maison Bord lança de son côté l'Autobord, un piano pneumatique avec appareil reproducteur dissimulé à l'intérieur. La maison Gaveau produisit le Dea, le Phonola et l'Uniolitz.
Le Monol fut produit par les établissements parisiens Limonaire frères, qui parallèlement furent bien connus aussi pour leurs orgues limonaires.

## Principes du rouleau de musique perforé
Au début du XXe siècle, les étapes de fabrication du rouleau qui est inséré dans l'appareil et permet l'exécution du morceau sont les suivantes :
- la transcription et la notation, lors desquelles un pianiste suit une partition et reporte sur une feuille un encodage des notes figurées par des traits d'inégales dimensions qu'il faut ensuite perforer ;
- la perforation, soit manuelle soit mécanique, sur une suite de cartes qui est ensuite testée avant d'être dupliquée et commercialisée sous la forme d'une longue bande entoilée roulée à l'intérieur d'un étui, parfois signé par l’interprète original : ce qui était vendu c'était moins le morceau classique, que le jeu d'un maître comme Raoul Pugno, par exemple.

Le fabricant le plus célèbre était la maison Impérial-Entoilé.

### Lecture du rouleau

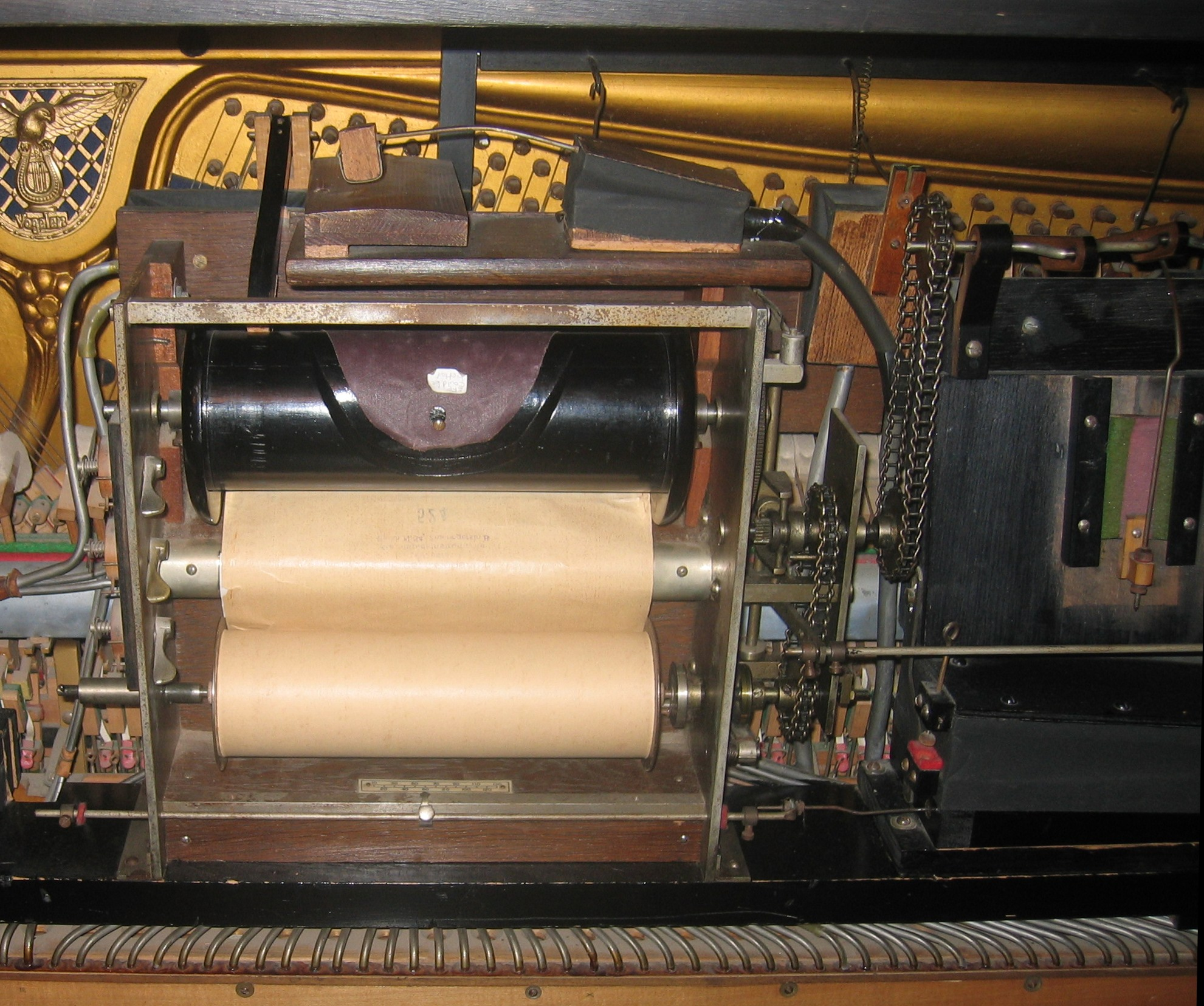
Rouleau en place, musée de Northleach (Grande-Bretagne)

Sur le système pneumatique de type Pianola par exemple, le papier perforé glisse sur une sorte de maître cylindre à air (appelé parfois « flûte de Pan »), comportant lui-même un trou par note. Lorsqu'un trou du papier passe sur un trou du cylindre l'air passe dans un circuit qui transmet la pression sur un marteau, externe (piano player) ou interne (machine compacte). Plus le trou du papier est allongé, plus la note dure.

## Types
Les pianos mécaniques les plus courants sont ceux actionnés par un système pneumatique (par l'intermédiaire de pédales actionnées avec le pied ou d'un moteur électrique). Il en existe principalement deux types : le premier, entièrement automatique, reproduit fidèlement l'interprétation que ferait un pianiste de la musique ; l'autre ne dispose pas des nuances d'une exécution en direct.
Depuis la fin du XXe siècle, il existe des pianos équipés d'un dispositif de capteurs et de moteurs électriques sous chaque touche, commandés par un système électronique numérique et une mémoire. Cela permet de jouer un morceau enregistré dans un format numérique, ou d'enregistrer le jeu du pianiste afin de le restituer plus tard.

### Organilloen Espagne

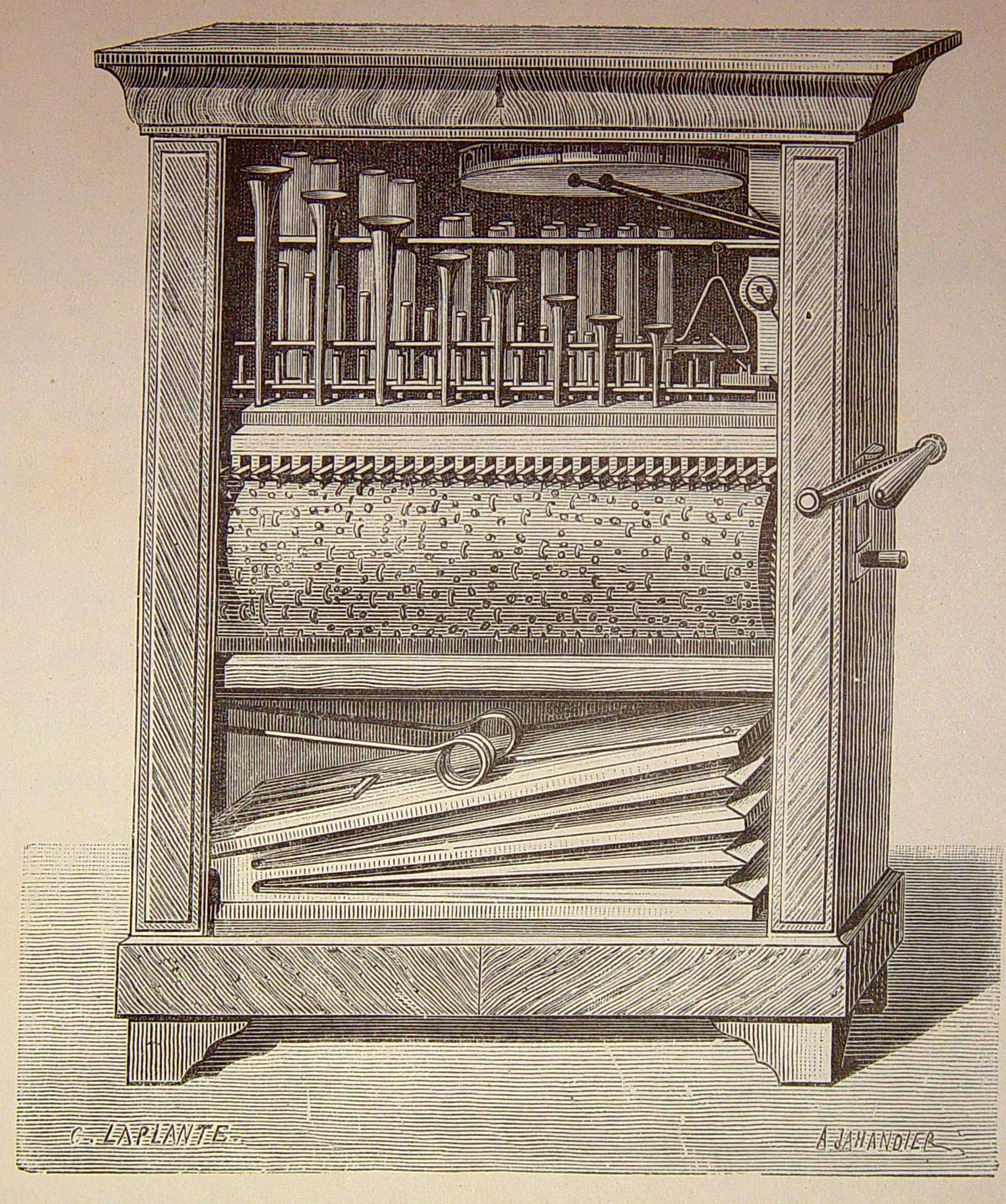
Organillo de cilindro de 1882

En Espagne, notamment à Madrid, des pianos mécaniques ambulants à manivelle, étaient souvent transportés sur charrettes à âne. De sonorité assez aigrelette très originale et caractéristique, bien que couvrant une tessiture complète jusqu'aux basses, ils étaient renforcés dans les aiguës, à l'instar de certains orgues limonaires, de petits xylophones mécaniques jouant simultanément.
Parmi les disques d'organillos jouant souvent des paso-dobles, valses ou polkas, l'un d'entre eux fut accompagné par le grand orchestre avec violons du Camara[Quoi ?] de Madrid.

### Pianola
Devant le succès de son premier modèle Pianola - piano player, qui s'adapte à n'importe quel piano, la firme Æolian a fabriqué des machines intégrant l'instrument. Le concept sera repris par d'autres marques.
Le terme pianola est devenu générique. Le piano player permet de commander de véritables pianos de concert, le pianoliste gardant un certain contrôle sur l'interprétation (vitesse, nuances, du piano au forte). cf. liens vidéos en annexes.
Le pianola a acquis ses lettres de noblesse dans la littérature par l'intermédiaire de Marcel Proust qui attribue l'utilisation de cet instrument à Albertine, l'héroïne d' A la recherche du temps perdu, dans le cinquième tome de ce roman : La Prisonnière. Marcel Proust lui-même est connu pour avoir acquis une de ces machines qu'il a utilisée lors de la rédaction de son chef-d'œuvre.

## Intérêt historique

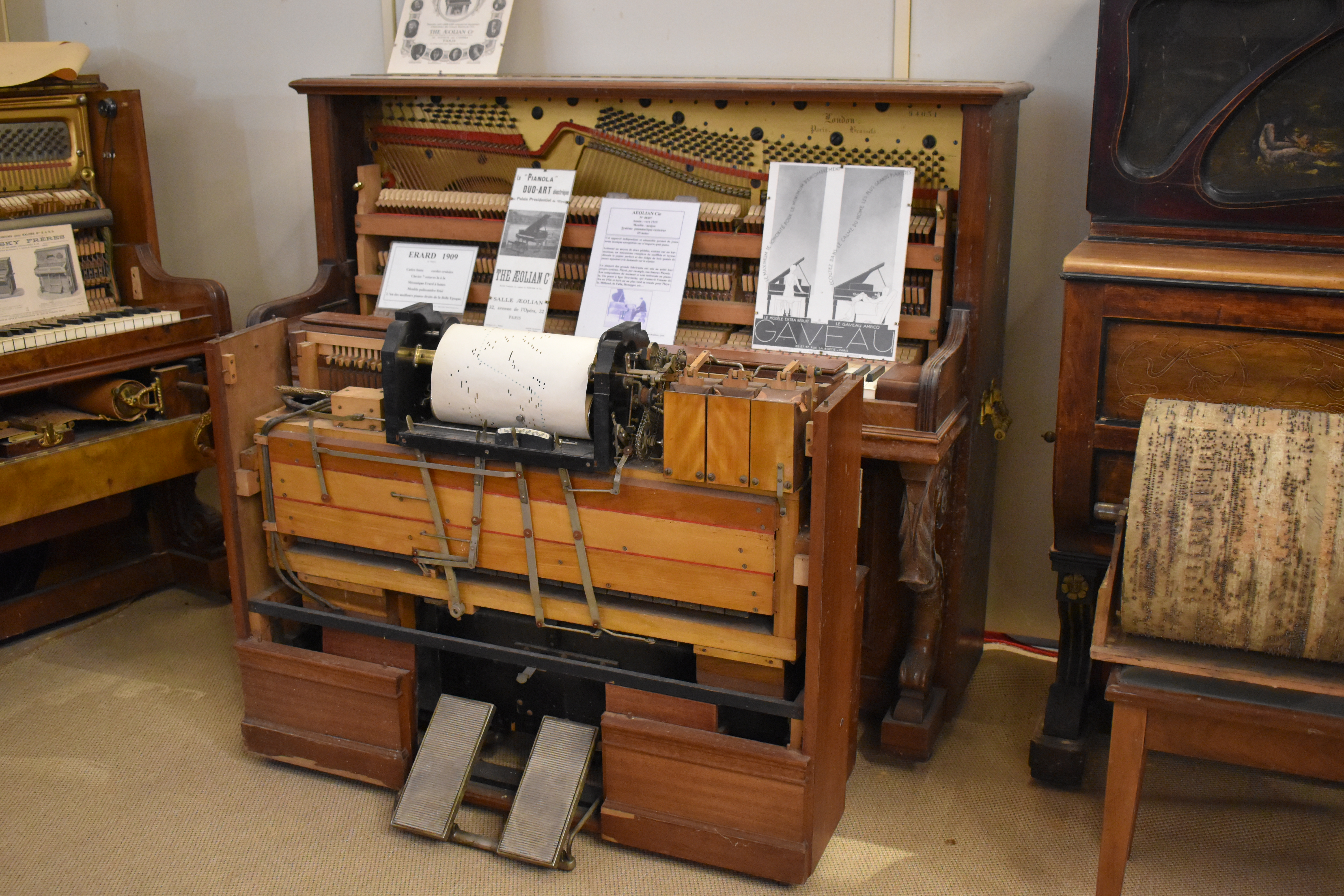
Piano Erard de 1909 équipé d'un push-up Aeolian au Musée du Piano de Limoux

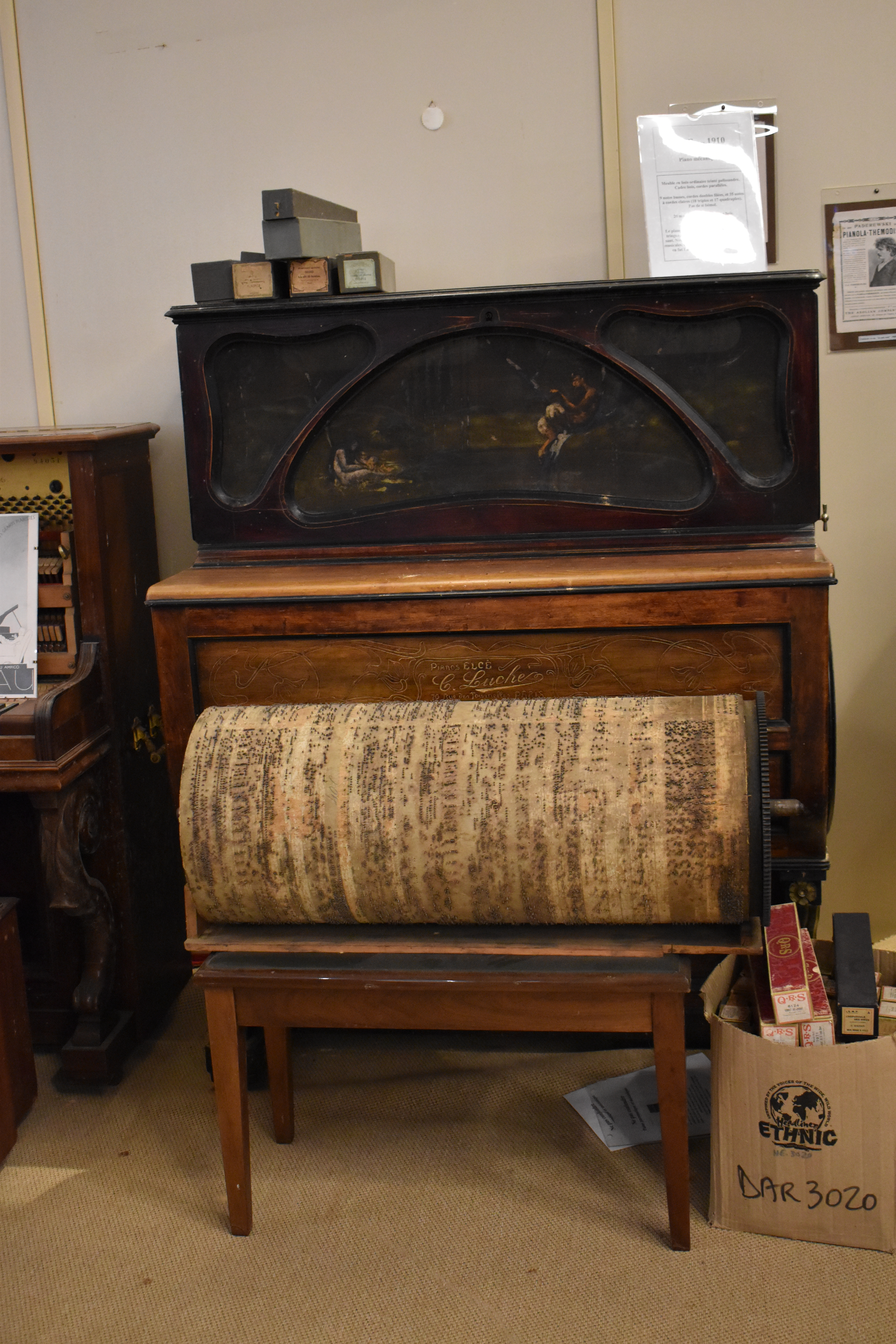
Cylindre picoté sorti d'un piano mécanique Elce, construit aux alentours de 1910

Apparu peu avant les enregistrements sur rouleaux de cire, bien plus fidèles que les rouleaux perforés mais extrêmement fragiles et donc souvent détériorés, le piano mécanique peut permettre d'avoir une idée de l'interprétation de grands pianistes classiques comme Debussy ou Rachmaninov. Il a été un prédécesseur - ou une alternative - au phonographe. Mais les techniques numériques modernes ont permis depuis de "repiquer" des enregistrements du début du XXe siècle, de Debussy, par exemple, à partir de rouleaux de cire, et d'obtenir des documents de grande valeur. Cependant, à l'époque, la concurrence du piano mécanique était réelle du fait de la piètre qualité de reproduction et de sonorisation - plus que d'enregistrement - des phonographes, et même des premiers gramophones. Ceci étant naturellement valable surtout pour le piano.

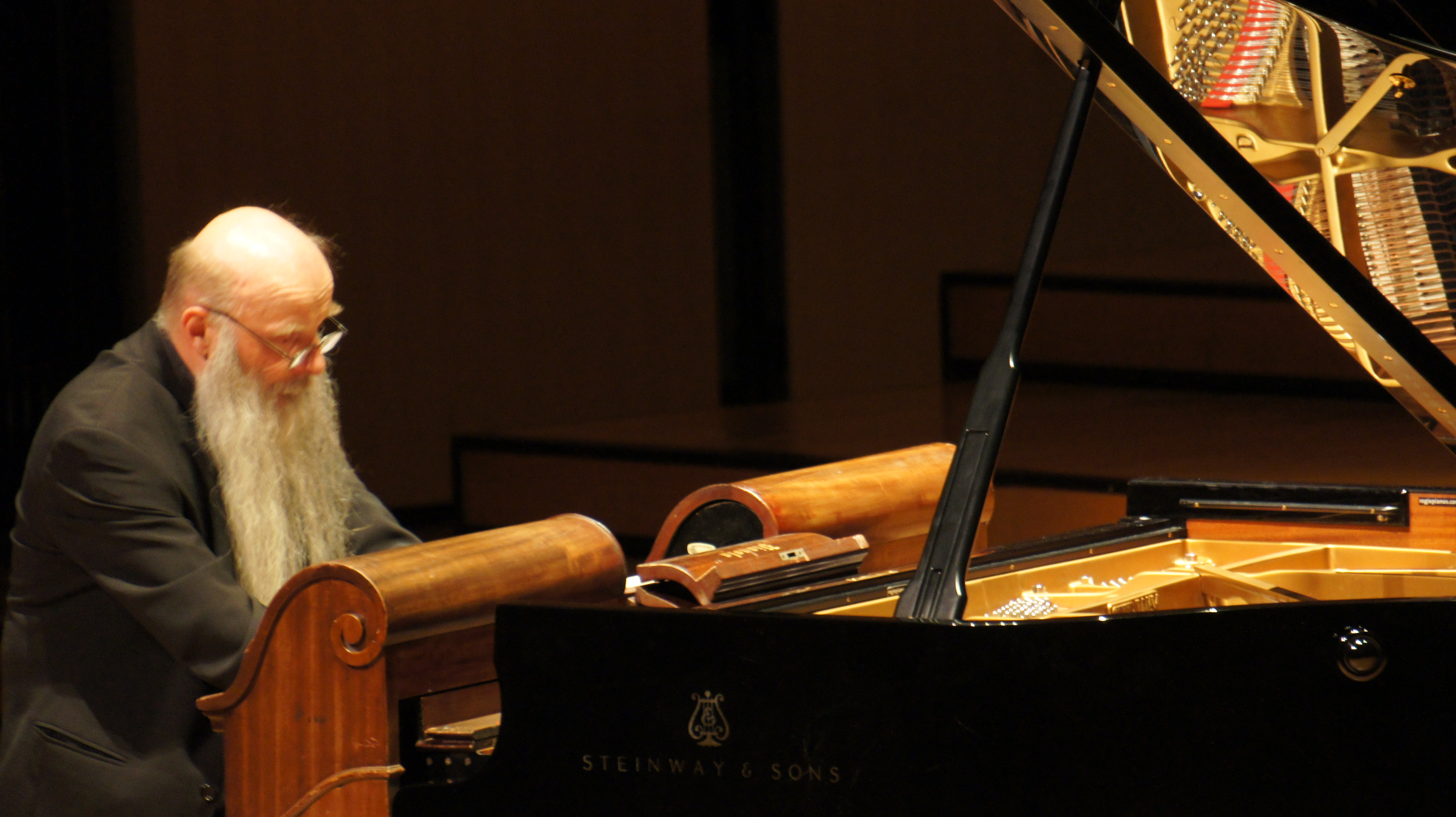
Rex Lawson et son push-up Aeolian placé devant un piano Steinway jouant le sacre du printemps en 2013 au C.R.R. de Reims.

Beaucoup de ragtimes comme ceux de Scott Joplin, joués au départ par lui-même, ont pu être restitués ainsi, avant le perfectionnement du phonographe, puis du gramophone. Ils ont d'ailleurs été eux-mêmes réenregistrés ensuite sur microsillons (écoutés grâce à l'électrophone), puis CD.
Des enregistrements témoins ont même été effectués selon les procédés AMPICO (AMerican PIano COmpany) (en) et Duo-art. Ce sont les mouvements des touches et des pédales qui ont été enregistrés à mesure que le pianiste jouait. Cela a permis une sorte de « résurrection du jeu » de prestigieux pianistes comme Rachmaninov, Busoni, Paderewski ou Dumesnil, qui ont enregistré avec ce système au début du XXe siècle.
Dans le film L'Ange bleu, Marlene Dietrich cite nommément le Pianola dans une des chansons chantées au début du film.

## Du piano mécanique au piano électronique
La principale différence entre le piano mécanique et le piano électronique (ou « piano numérique ») réside dans la production du son. Le piano mécanique est un piano presque normal (cordes frappées par des marteaux au fonctionnement automate). Le piano électronique produit le son grâce à un synthétiseur et à une amplification. Les touches du clavier actionnent des interrupteurs déclenchant la lecture de l'échantillon ou la génération électronique de la note.
Les premiers vrais pianos électroniques proposés au grand public (1984 : les fameux Clavinova de Yamaha) – avaient encore un son très artificiel, mais ils permettaient déjà la communication avec un ordinateur, via le protocole MIDI. Cependant un des intérêts principaux du piano numérique était d'abord la possibilité de jouer en appartement un instrument peu encombrant, sans déranger les voisins en branchant un casque, tout en gardant un son contrasté.
La fonction principale du piano mécanique était la reproduction musicale; celle du piano électronique est d'être joué par un instrumentiste. Bien que l'écoute de morceaux pré-enregistrés fasse partie des fonctions élémentaires du piano numérique, cela n'a que très peu d'intérêt à notre époque où nous disposons d'une multitude de très bons enregistrements de grands pianistes dans tous les styles, et de systèmes de reproduction et de sonorisation très performants. Par contre l'enregistrement numérique et toutes les fonctions permises par l'informatique et l'électronique sont très utiles (transposition, partage du clavier, grand choix d'instruments et de sonorités, accompagnements rythmiques, connexion à un ordinateur personnel avec séquenceur logiciel et instruments virtuels externes de grande qualité, etc.).

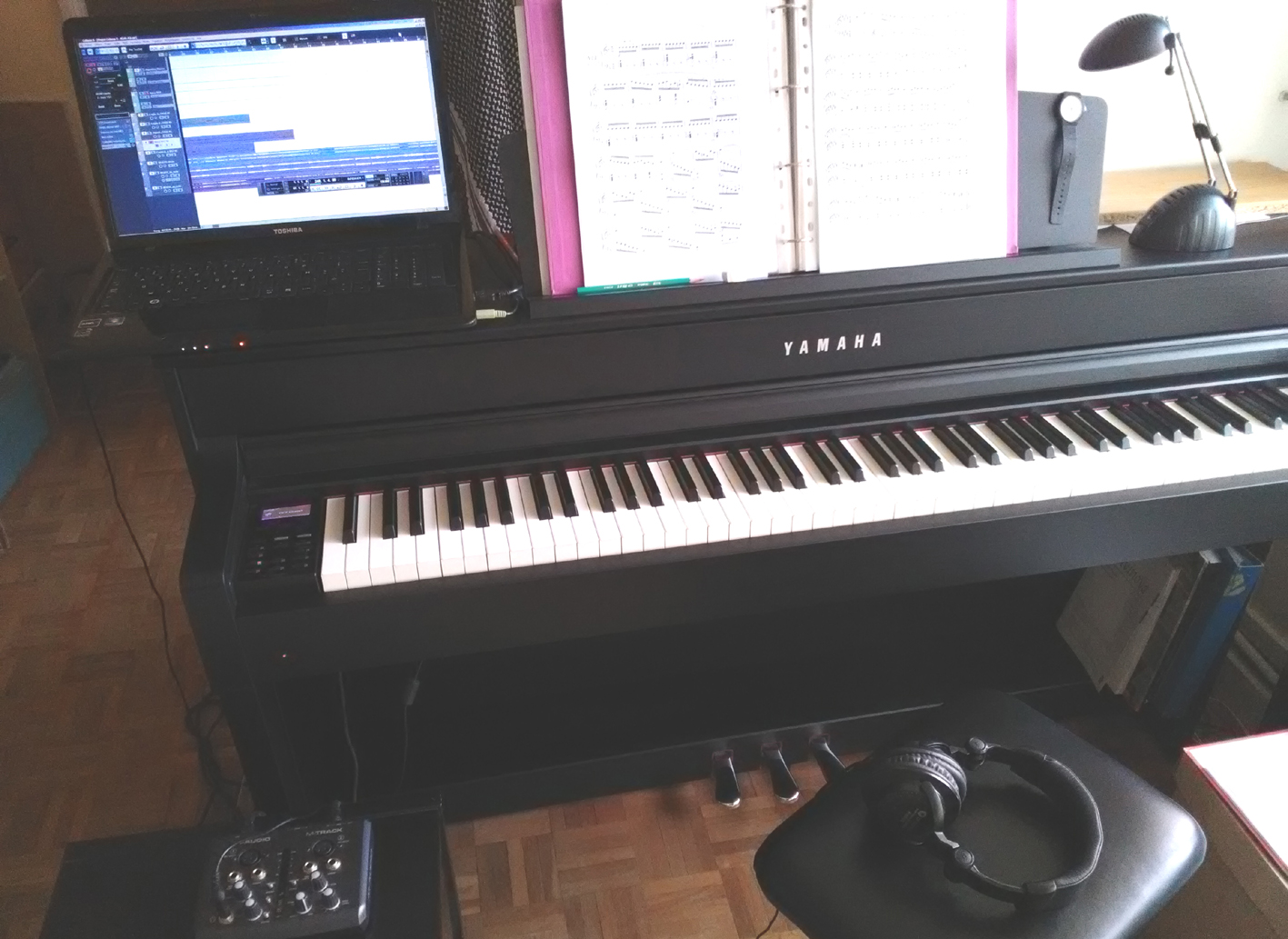
Piano numérique Yamaha Clavinova CLP575 (2014), connecté en MIDI à un ordinateur avec séquenceur et vst logiciels, et une carte son externe.

L'intégration progressive de l'informatique (interne et/ou externe) a permis d'obtenir un son de plus en plus réaliste, en imitant les pianos, les clavecins et les orgues les plus prestigieux, mais aussi des instruments à cordes, des percussions, et permettant de recréer par exemple une ambiance de salle de concert à la perfection. On est entré dans l'ère de la MAO (musique assistée par ordinateur).
Cependant la partie mécanique reste primordiale pour imiter le toucher d'un véritable clavier « lourd » de piano, et aussi pour la précision de déclenchement et de vélocité (interrupteurs et capteurs de plus en plus sophistiqués). Les modèles haut de gamme ont une mécanique presque complète de piano. Il existe même des pianos mixtes, acoustique (cordes) et numérique.
On trouve donc dans le commerce des pianos numériques sous forme de meuble (comme un véritable piano, pesant plus de 100 kg), mais aussi des « claviers » portables de moins de 15 kg, bourrés d'informatique, avec des sons très corrects, ou même des « claviers maîtres » sans aucune production de son, destinés uniquement à commander des instruments virtuels externes (VST).

### Vidéos
Sur le pianola :
- 1905 Aeolian Pianola push-up: vidéo montrant le principe du pianola push-up, machine s'adaptant à n'importe quel piano; ici il s'agit d'un clavier numérique portable.
- Rex Lawson joue Stravinsky sur un push-up Aeolian actionnant un  piano à queue. On constate les possibilités de nuances (tempo et dynamique) possibles grâce aux glissières manuelles. Les pédales servent à l'alimentation pneumatique du système (pompe aspirante).

Sur le système d'enregistrement expressif Duo-Art  Aeolian. Piano à queue Steinway de 1917 avec système pneumatique intégré:
- Frank Milne joue Fats Waller
- Josef Hofmann joue Mendelssohn
- Robert Lortat joue Debussy
- Granados joue Granados
- Elie Robert Schmitz joue Ravel
- Paquita Madriguera joue Albeniz